# Jean-Luc Picard
Kapitan Jean-Luc Picard – postać fikcyjna, jeden z najbardziej rozpoznawalnych bohaterów serii Star Trek. W serialu Star Trek: Następne pokolenie jest kapitanem USS Enterprise-D - okrętu flagowego Federacji. Pojawia się też w filmach Star Trek: Pokolenia, Star Trek: Pierwszy kontakt, Star Trek: Rebelia i Star Trek: Nemesis jako kapitan nowo wybudowanego USS Enterprise-E, a gościnnie także w odcinku pilotażowym serialu Star Trek: Stacja kosmiczna. Jest również tytułowym bohaterem serialu Star Trek: Picard, którego premiera odbyła się w styczniu 2020 roku. 
Nie licząc pomniejszych wyjątków, takich jak retrospekcje, w jego rolę wcielał się Patrick Stewart.
Picard został przedstawiony jako intelektualista, kierujący się logiką i przywiązujący wielką wagę do etyki oraz moralności; głęboko wierzący w ideały Federacji i oddany jej służbie; mistrz dyplomacji i dyskusji, zawsze umiejący znaleźć dobre wyjście w pozornie beznadziejnych sytuacjach i pogodzić zwaśnione strony. Chociaż rozwiązania jakie stosuje są najczęściej pokojowe, kiedy wymaga tego sytuacja Picard wykorzystuje też swoje talenty taktyczne, przechylając szalę zwycięstwa na swoją stronę, przy najmniejszej możliwej liczbie ofiar. Dodatkowo, pomimo swojej postury, jest też biegły w walce wręcz, oraz cieszy się doskonałym zdrowiem fizycznym.

## Życiorys
Zgodnie z kanonicznymi informacjami pochodzącymi z seriali i filmów, Jean-Luc Picard urodził się w (istniejącej naprawdę) miejscowości La Barre we Francji w 2305 roku, jako syn Maurice’a i Yvette Picardów. Od dziecka marzył o wstąpieniu do Gwiezdnej Floty, tym większe było jego rozczarowanie, kiedy nie zaliczył egzaminów wstępnych i nie został przyjęty do Akademii Gwiezdnej Floty. Udało się to jednak za drugim razem, a w 2327 roku Picard ukończył Akademię jako jeden z najlepszych na roku. Bardzo krótko po tym młody oficer wdaje się w bójkę z grupką Nausikan, w wyniku której zostaje ugodzony w serce. Nieodwracalne uszkodzenia narządu doprowadzają do konieczności zastąpienia go sztucznym implantem. 
Kariera Picarda we Flocie rozwijała się błyskawicznie, wkrótce potem powierzono mu stanowisko Pierwszego oficera na pokładzie USS Stargazer. Po śmierci kapitana, obejmuje dowództwo Stargazera, dzięki czemu stał się najmłodszym w historii Gwiezdnej Floty, dwudziestoośmioletnim kapitanem. Podczas ponad dwudziestoletniej służby na tym stanowisku zaskarbił sobie ogromny szacunek i znalazł się wśród najbardziej poważanych kapitanów. W tym czasie opracował też innowacyjną taktykę, zwaną Manewrem Picarda, która została później włączona do programu nauczania Akademii.
W 2364 roku Jean-Luc Picard obejmuje dowództwo nad nowym flagowym statkiem Federacji – USS Enterprise. Podczas pierwszej misji nawiązują kontakt z Q, przedstawicielem rasy prawie wszechmogących bytów, która zwie się Q. Q oskarża ludzkość o barbarzyństwo i oznajmia, że tak autodestrukcyjna i niedojrzała rasa winna zostać unicestwiona, zanim przyczyni się do destabilizacji Galaktyki. Picard jednak przekonuje Q, by dać Ludziom szansę i udowadnia jej prawdziwą wartość, ratując niejako Federację przed zagładą. Mimo to, Q wielokrotnie jeszcze odwiedza Kapitana Picarda stając się po części osią fabuły serialu, doprowadzając między innymi do pierwszego kontaktu z Borg czy w finale serialu pomagając mu uratować ludzkość przed zagładą - co jak się okazało, również było częścią niekończącego się testu i ostatnim spotkaniem Picarda z Q.
Ważnym wydarzeniem w życiu Picarda było kolejne spotkanie z Borg w 2366 roku, zapoczątkowane starciem pojedynczego sześcianu Borg z Enterprise. Podczas potyczki Picard zostaje porwany na pokład okrętu Borg i tam poddany asymilacji, ten natomiast obiera kurs na Ziemię. Picard przybiera imię Locutus i zostaje nie tyle przywódcą, co reprezentantem Borg, mającym ułatwić ludzkości proces jej totalnej asymilacji. Dzięki taktyce i rozległej wiedzy dotyczącej struktury i technologii Gwiezdnej Floty Borg bez trudu niszczy zebrane na poczekaniu siły obronne, odbierając życie 10 tysiącom ludzi i wkrótce znajduje się już na orbicie Ziemi. Ostatecznie sześcian zostaje zniszczony dzięki niespodziewanemu pojawieniu się Enterprise pod dowództwem pierwszego oficera Picarda - Williama Rikera. Oryginalnie przeprowadzona akcja umożliwiła także odbicie samego Picarda i chirurgiczne usunięcie ubezwłasnowolniających implantów. Mimo że w krótkim czasie powrócił do obowiązków, wspomnienia szkód do jakich się przyczynił wywarły trwałe piętno na jego psychice.